# Abdij van Ganagobie

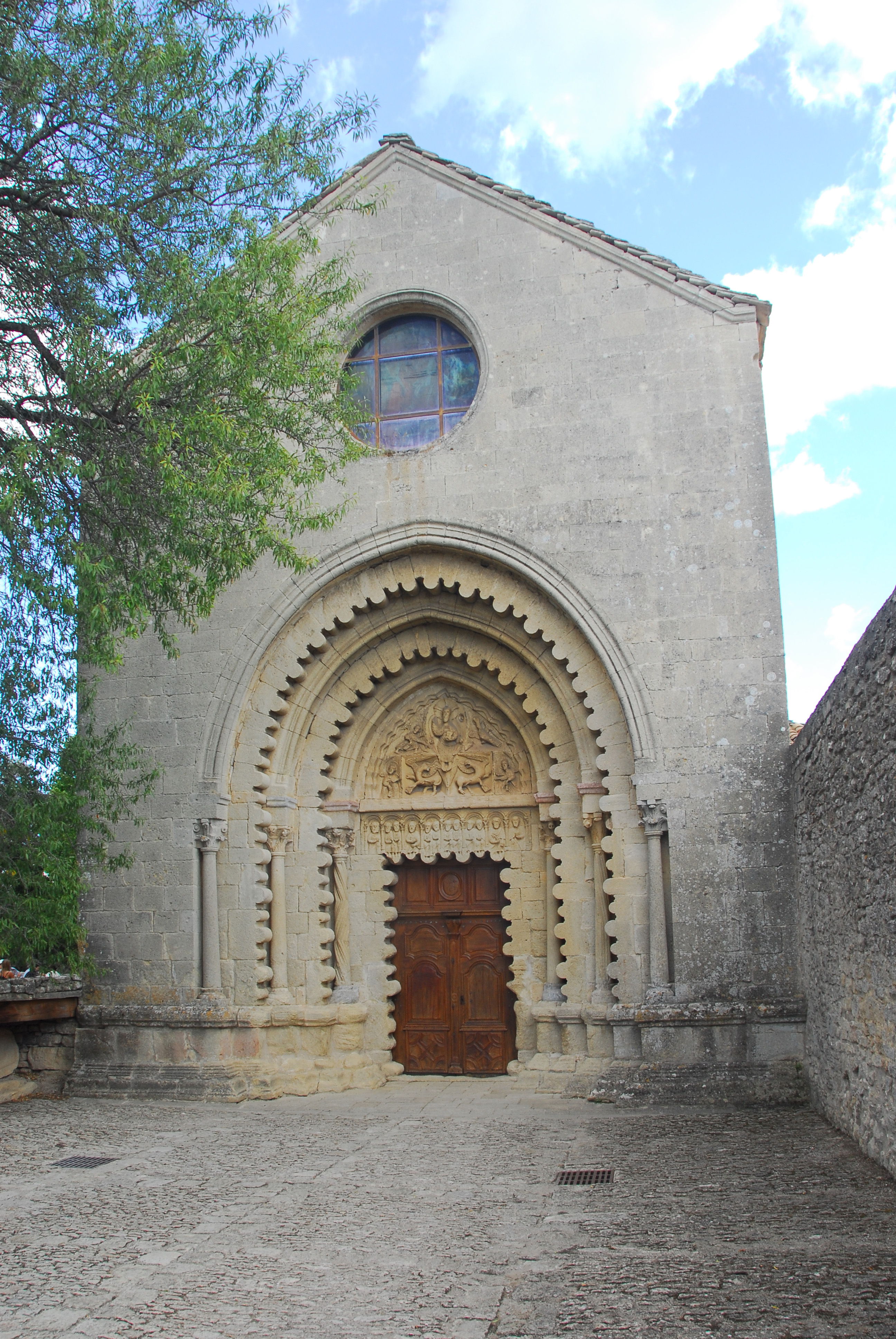
Abdij van Ganagobie

De Abdij van Ganagobie is een Franse benedictijnenabdij dicht bij Forcalquier in het departement Alpes-de-Haute-Provence, regio Provence-Alpes-Côte d'Azur.
De abdij die op het plateau van Ganagobie ligt langs de rivier de Durance werd tijdens de renaissance verbouwd. De schitterende poort van deze priorij beeldt Christus af die omringd wordt door de vier evangelisten. De kerk bestaat uit één enkele hoofdbeuk, drie traveeën en drie apsissen. In de kruisgang zijn onder elke ontlastingsboog vier kleine bogen.
Sinds de Franse Revolutie was het gebouw niet meer als klooster in gebruik.
In 1992 zijn de benedictijnen van Hautecombe naar dit klooster verhuisd.
De abdij behoort tot de congregatie van Solesmes.
Enkel de abdijkerk kan bezocht worden.